# チャールズシティ郡 (バージニア州)
チャールズシティ郡（英: Charles City County）は、アメリカ合衆国バージニア州の南東部に位置する郡である。2010年国勢調査での人口は7,256人であり、2000年の6,926人から4.8%増加した。郡庁所在地は国勢調査指定地域のチャールズシティ（人口133人）であり、同郡に法人化された町は無い。リッチモンド市の東、ジェームズタウンの西にあって、リッチモンド・ピーターズバーグ地域にあり、南はジェームズ川、東はチカホミニー川に接している。都市圏としてはリッチモンド大都市圏に属している。
著名な出身者として、第10代アメリカ合衆国大統領ジョン・タイラーの父ジョン・タイラー・シニアがいる。

## 歴史
チャールズシティ郡となった地域は、数千年前から様々な文化を持った先住民族が領土にしていた。17世紀にヨーロッパ人が接触した時、アルゴンキン語族のチカホミニ族インディアンが、チカホミニー川沿いに、パスパエー族がサンディポイントに、ウェアノック族がウェアノック・ネック地域に住んでいた。パスパエー族とウェアノック族はポウハタン連邦に属する部族だった。すべてがバージニア・アルゴンキン語族だった。バージニアでは大きな3部族集団の1つだった。
イギリス人が到着した後の1619年、バージニア会社が設立した「ボロ」4つの1つとして「チャールズシティ」が作られた。ジェームズ郡の西にあり、イングランド王ジェームズ1世の次男、チャールズ王子に因んで名付けられた。チャールズ王子は1612年に兄のヘンリーが死んだ後、皇太子となり法定推定相続人となった。父の死後にチャールズ1世となった。1619年、イギリス人はアフリカ人奴隷を輸入し、ウェイアノーク半島に到着した。ここでアメリカでは初となるアフリカ人の町を造った。ウェイアノークは現在も小さな未編入の町であり続けている。
ジェームズ1世治下の1624年にバージニア会社がその認証を失い、バージニアは王室領植民地となった。1634年、国王の命令で、「チャールズシティ・シャイア」が作られた。1643年にはチャールズシティ郡となり、1634年に作られ、現在まで実質的にその政体を続けている5つのシャイアの1つと見なされている。
チャールズシティ郡当初の中心都市がチャールズシティポイントであり、ジェームズ川がアポマトックス川と合流する点の南にあった。チャールズシティ郡の初代郡庁舎は、ジェームズ川沿い、ウェストーバーとシティポイントにあった。その名前は後に短縮され、シティポイントとなった。

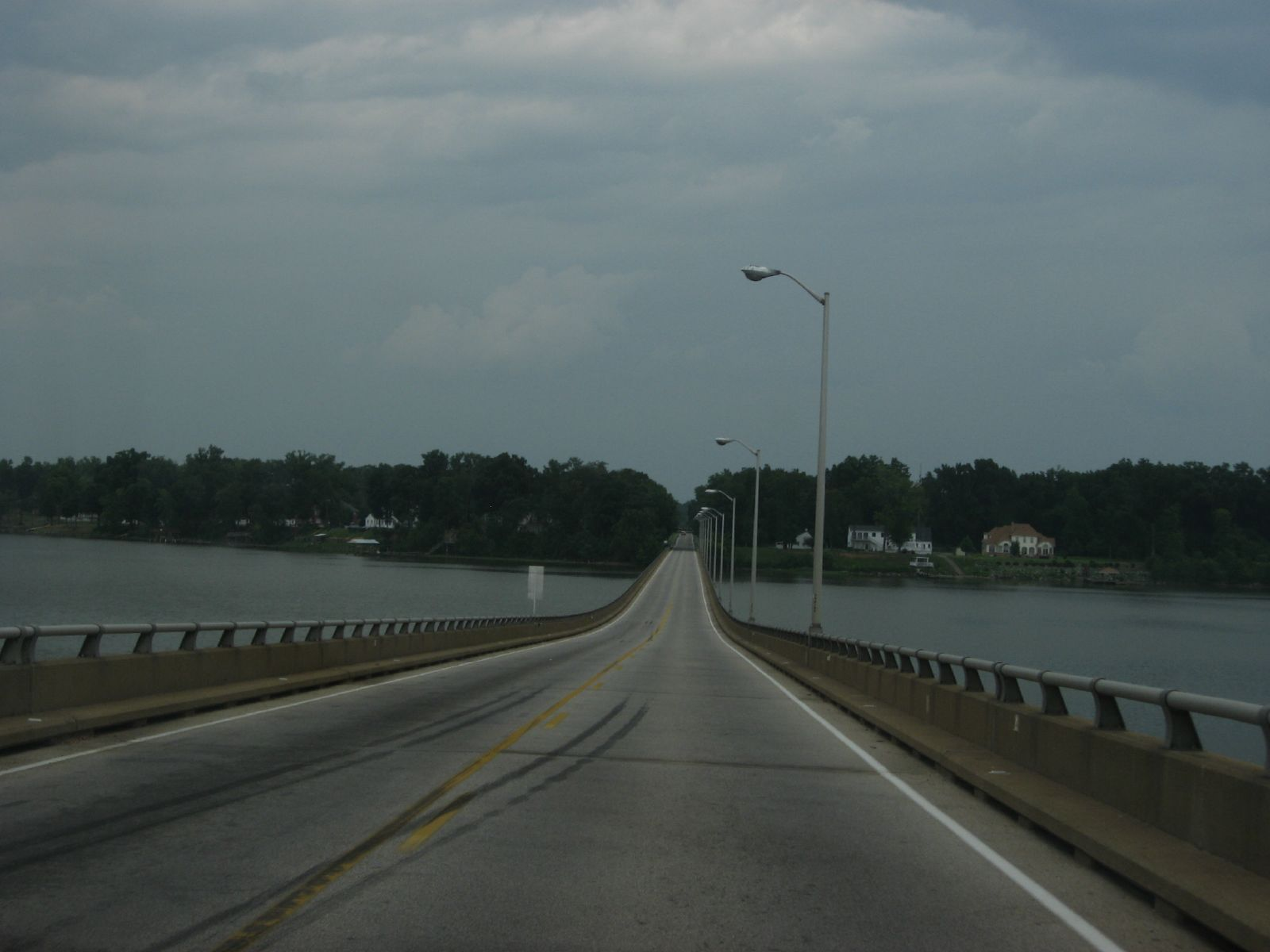
バージニア州道106号線/156号線からジェームズシティ郡に入る所

1703年、チャールズシティ郡のジェームズ川南の全ての地域が分離されてプリンスジョージ郡となり、その後幾つかの郡が生まれた。シティポイントは後にプリンスジョージ郡の法人化町となった。1923年、シティポイントは独立市のホープウェルに併合された。
ジェームズ川の北がチャールズシティ郡となった。19世紀後半、多くの道路沿いの町が、郡内田園部住人の需要に合わせて、宗教、教育、商業の分野で発展した。アドキンスストア、シーダーグローブ、ビンズホール、パリッシュヒル、ルスビル、ウェイサイドなど交差点の町には店舗、教会、学校があるのが常だった（公立学校が作られたのは南北戦争後だった）。海岸部の他地域と同様、郡内の農園主や商人は、18世紀後半から19世紀初めの大覚醒時代にメソジストやバプテストの説教師の訴えに惹きつけられてきた。19世紀初期にメソジストやバプテストの教会が幾つか設立され、その多くは郡内の上流地域にあった。郡内には多くのクエーカー教徒開拓者もいた。
郡内に中心となる都市や町は無い。チャールズシティという住所を使うプリンスジョージ郡庁舎が郡政府の中心である。郡庁舎1730年代に建設された。独立戦争以前に建てられ、継続して管理目的で使われた郡庁舎として、国内に5か所しかなかったものの1つだったが、2007年にその役目を終えた。

### インディアン
イギリス人はこの地域で遭遇したインディアンであるウェイアノック族に因みウェイアノーク半島を名付けた。この部族は次第に植民地人の侵入で追い詰められ、ベイコンの反乱頃には別の大きな部族と融合した。
チャールズシティ郡の東と北の境界大半を構成するチカホミニー川は、チカホミニ族に因んで名付けられた。その子孫は現在もこの地域に住んでいる。「チカホミニー」という言葉は、アルゴンキン語で「粗く粉砕されたトウモロコシの人々」を意味している。イギリス人の開拓初期に、独立系のチカホミニー族は、ポウハタン連邦に属する多くの強力な部族に囲まれた領土を持っていたが、連邦には属さなかった。
チカホミニー族と東部チカホミニー族の多くのインディアンが現在も郡内に住んでいる（どちらの部族もバージニア州に認定されている）。チカホミニー族は1,000人足らずおり、バージニア州で2番目に大きな部族である。東部チカホミニー族は約130人である。

### ヨーロッパ系アメリカ人
ヨーロッパ系開拓者の大半はイングランド人であり、旅費を出してくれた裕福な出資者に対し、多くは7年間までの労働義務のあった年季奉公人として到着し、土地を取得し労働者となった。イギリスの政府はそのような出資者にヘッドライト・システムという仕組みで、年季奉公人の数に合わせた土地を払下げ、植民地に多くの人が入ることを奨励した。17世紀、イングランドでは経済不況の時代にあり、労働者が危険を冒して北アメリカの植民地に渡る誘因になった。チェサピーク湾植民地の初期には男女比率が男性に大きく偏っていたが、次第に女性の数が増え、家族を形成するようになった。
年季奉公人の中にはその渡航費を払って独自の土地を取得する者もいた。ある者は農園主となって奴隷を20人以上所有し、郡上流部で資産を所有する傾向にあった。年季奉公人の大半が自由を得て農園主になる者が現れた頃までに、郡内でも裕福な農園主一家が川沿いの高価な地域を支配していた。交易や旅行の経路となる水路に容易にアクセスできた。

### アフリカ系アメリカ人
換金作物としてのタバコが成長すると、タバコは労働集約型の作物だったので、農園主はより多くの労働者を必要とした。17世紀後半植民地人は年季奉公人よりも多くのアフリカ人奴隷労働者を輸入し始めた。これはイングランド経済事情が回復して、労働者が条件の厳しい植民地に渡ることを望まなかったことも原因だった。18世紀、タバコ栽培に傾倒するバージニア植民地では奴隷が農業の主要労働力となった。1660年以前にチャールズシティ郡に23人の黒人奴隷が連れてこられていたことが分かっている。
チャールズシティ郡に住んだ自由黒人最初期の記録は、1677年9月16日、スザンナという女性による自由を求める請願書だった。郡内にあるロット・キャリー邸は、自分と子供たちの自由を購った奴隷、ロット・キャリーの生誕地として有名である。キャリーは最終的にはアフリカのリベリア建国の父になった。
17世紀には既に農園主の中に個々の奴隷を解放する者がいた。アメリカ独立戦争の前に自由になった混血の家族（当時は黒人と見なされた）は、白人年季奉公人あるいは自由女性とアフリカ人男性（年季奉公人、奴隷あるいは自由）の結婚で生まれた子孫によって形成された。子供たちは当時の原則（partus sequitur ventrem）に従ってその母の状態と同じ奴隷になり、混血の場合は自由人になった。
独立戦争後の30年間で、バージニア州の多くの農園主がその奴隷を解放しており、その中にはチャールズシティ郡を含み、クエーカー、バプテスト、メソジストの信徒が解放のために動いた。クエーカーもメソジストも説教師が州全体の奴隷所有者を説き、奴隷に人権を与えるよう奨励した。現在のチャールズシティ郡やバージニア州で最初期の黒人社会であるルスビルに多くの自由黒人が入った。
南北戦争のときにアメリカ陸軍が黒人兵を徴用すると決めたとき、郡から多くの解放奴隷と自由黒人が入隊した。1864年、ポカホンタス砦駐屯のアメリカ合衆国有色人部隊が、ロバート・E・リー将軍の甥であるフィッツヒュー・リー少将の指揮する2,500名の南軍部隊による攻撃を撃退した。
未編入の町ルスビルは、南北戦争以前であっても、長年自由黒人の集まる中心だった。奴隷解放後、この交差点にある町にはマーカンタイル・コーペラティブ・カンパニーやルスビル訓練学校ができた。ユナイテッド・ソーガム・グロワーズ・クラブもここで集会を開いた。ルスビルは初期に他の幾つかの名前で呼ばれたこともあったが、地元住人のルス・ブラウンの名を思い出させるものである。その名は1880年に設立された郵便局の名前にも選ばれた。
レコンストラクション時代、解放奴隷はオッド・フェローズ・ロッジ、ナイツ・オブ・ギデオン、オーダー・オブ・セントルーク、ベネボレント協会など幾つかの慈善団体を設立し、共通の民事問題解決にあたった。
公民権法と選挙権法が成立し、連邦政府が黒人の選挙権回復を強制した後の1968年、ジェイムズ・ブラッドビーが郡初の保安官に選ばれた。

## 地理
アメリカ合衆国国勢調査局に拠れば、郡域全面積は204平方マイル (528.4 km2)であり、このうち陸地183平方マイル (474.0 km2)、水域は21平方マイル (54.4 km2)で水域率は10.51%である。

### 交通
チャールズシティ郡からは川を渡らずに行くことができるのは、西のヘンライコ郡のみである。州道156号線がベンジャミン・ハリソン記念橋でジェームズ川を渡り、最も近い都市であるホープウェル市など南岸に行くことができる。チカホミニー川には3つの橋があり、隣接するジェームズシティ郡やニューケント郡のプロビデンスフォージとを繋いでいる。
郡内の主要東西方向道路は州道5号線であり、国立のシーニックバイウェイでもある。南北方向には州道156号線、同106号線、同155号線が走っている。
郡内に州間高速道路の区間や出口は無いが、州間高速道路64号線の出口幾つかと同295号線の出口1つが、それぞれヘンライコ郡とニューケント郡の遠くない位置にある。

#### 主要高規格道路
- バージニア州道5号線
- バージニア州道106号線
- バージニア州道155号線
- バージニア州道156号線

### 隣接する郡
- ニューケント郡 - 北
- ジェームズシティ郡 - 東
- サリー郡 - 南東
- プリンスジョージ郡 - 南
- チェスターフィールド郡 - 南西
- ヘンライコ郡 - 西

## 人口動態
以下は2000年国勢調査による人口統計データである。
| 基礎データ - 人口: 6,926人 - 世帯数: 2,670 世帯 - 家族数: 1,975 家族 - 人口密度: 15人/km2（38人/mi2） - 住居数: 2,895軒 - 住居密度: 6軒/km2（16軒/mi2） 人種別人口構成 - 白人: 35.66% - アフリカン・アメリカン: 54.85% - ネイティブ・アメリカン: 7.84% - アジア人: 0.10% - その他の人種: 0.17% - 混血: 1.37% - ヒスパニック・ラテン系: 0.65% 年齢別人口構成 - 18歳未満: 22.1% - 18-24歳: 7.5% - 25-44歳: 28.9% - 45-64歳: 28.8% - 65歳以上: 12.6% - 年齢の中央値: 40歳 - 性比（女性100人あたり男性の人口） - 総人口: 96.3 - 18歳以上: 94.8 | 世帯と家族（対世帯数） - 18歳未満の子供がいる: 27.5% - 結婚・同居している夫婦: 53.6% - 未婚・離婚・死別女性が世帯主: 15.2% - 非家族世帯: 26.0% - 単身世帯: 22.5% - 65歳以上の老人1人暮らし: 8.4% - 平均構成人数 - 世帯: 2.59人 - 家族: 3.02人 収入と家計 - 収入の中央値 - 世帯: 42,745米ドル - 家族: 49,361米ドル - 性別 - 男性: 32,402米ドル - 女性: 26,000米ドル - 人口1人あたり収入: 19,182米ドル - 貧困線以下 - 対人口: 10.6% - 対家族数: 8.0% - 18歳未満: 13.0% - 65歳以上: 18.5% |

## ジェームズ川プランテーション群

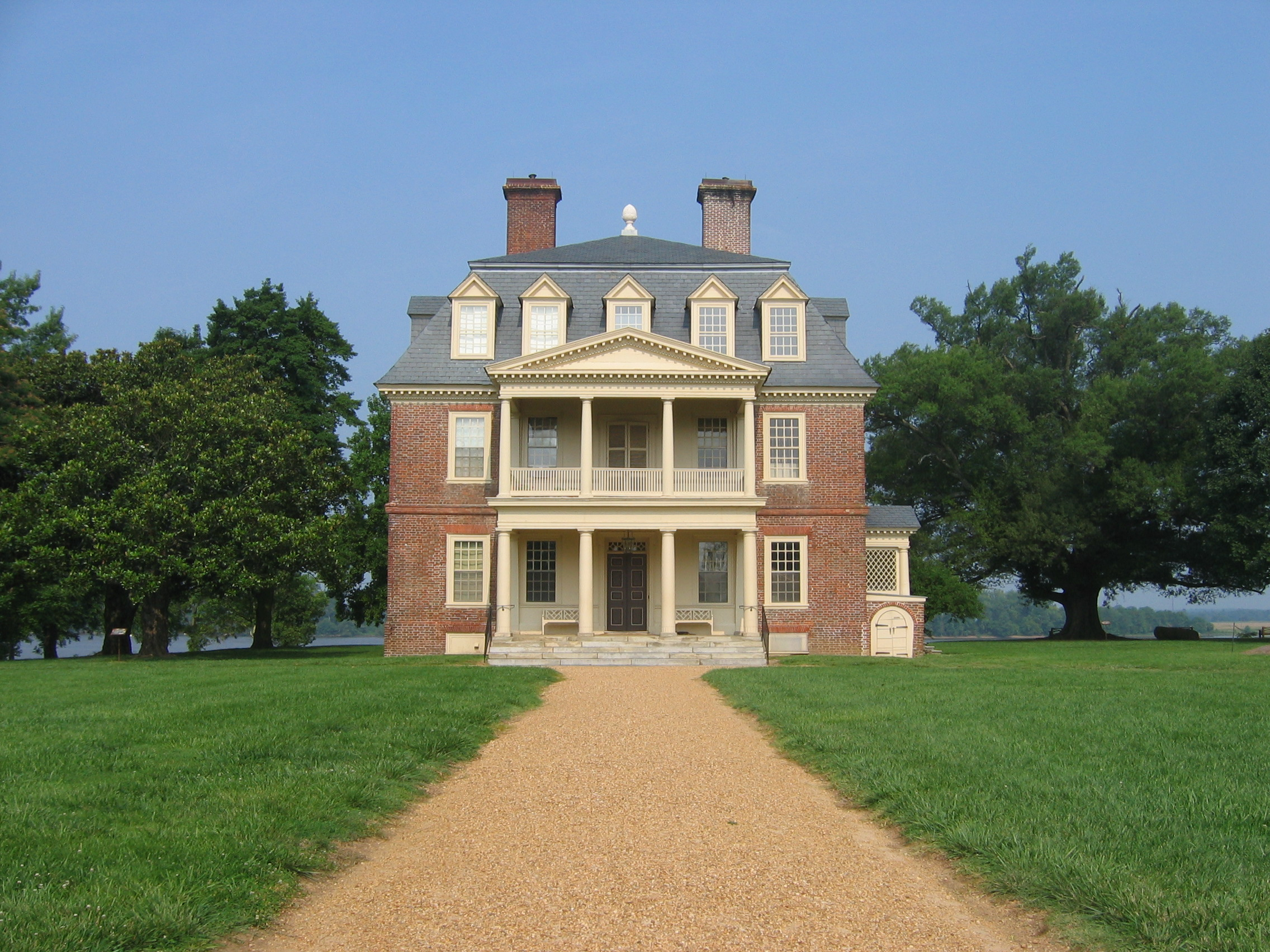
シャーリー・プランテーション、ジェームズ川プランテーション群の1つ

州道5号線沿いには、大きく古いジェームズ川プランテーション群の幾つかがある。全て私有であり、家屋や敷地の多くは入場料を取って観光客に開放されている。
開放されているプランテーションは西から東に、シャーリー・プランテーション、エッジウッド・プランテーションとハリソンズ・ミル、バークレー・プランテーション、ウェストーバー・プランテーション、ベルエア・プランテーション、パイニーグローブ・アット・サウスオールズ・プランテーション、ノースベンド・プランテーション、シャーウッドフォレスト・プランテーションなどである。その他エブリントン、オークヒル、グリーンウェイなどのプランテーションは開放されていない。
第9代アメリカ合衆国大統領ウィリアム・ハリソンは1773年2月9日にバークレー・プランテーションで生まれた。第10代大統領ジョン・タイラーは1790年にグリーンウェイ・プランテーションで生まれた。1842年には近くのシャーウッドフォレスト・プランテーションを買収した。タイラーの子孫はその時からこのプランテーションに住み続けている。
シャーリー・プランテーションにはロバート・E・リー将軍の子孫であるカーター家があり（リーの母はアン・ヒル・カーターである）、今日もこのプランテーションに住み働いている。

## 農業
ジェームズ川に沿った郡内の農園は400年間以上農作物生産を続けているが、高い生産性を維持している。地元農家は単位面積当たり生産高で国内上位にある。ある農家は、1エーカーあたり300ブッシェル (18.8 t/ha) 以上のトウモロコシを生産し、「耕作なし、灌漑なし」というカテゴリーで「ナショナル・コーン・グロワー」に3年続けて選ばれた。2軒の農家が軟質赤色冬小麦を1エーカーあたり140ブッシェル (9.4 t/ha) 以上生産し、「ナショナル・ウィート・グロワーズ1等賞」に選ばれた。
郡の農家は栽培地から流出水を制御する技術の発展にも貢献してきた。郡の農地の90%が非耕作システムにある。1999年のハリケーン・フロイドが、長期間非耕作畑に24時間雨量で19インチ (480 mm) の雨を降らしたとき、目視では侵食が起こっていなかった。2000年に行われたこの畑の科学的研究では、普通の耕作地に比較して堆積物の流出が99.9%少なく、窒素とリンの流出は95%少なかった。この新しい技術は健康なチェサピークを得るための主要戦略になってきた。

## 町
チャールズシティ郡内に法人化された町は無い。下記は未編入の町である。
| - ビンズホール - ルスビル - チャールズシティ・コートハウス - 郡庁所在地 - カイメイジズ | - ホールドクロフト - サンディポイント - バークレー - グリーンウェイ | - モントペリエ - マウントエアリー - ウェストーバー - スターリング |

## 教育
チャールズシティ郡公共教育学区は、その3つの学校で約1,000人の児童生徒を受け入れている。すべての学校は実験室や教室でワイヤレス・インターネット接続ができ、先進的な技術を導入している。中核となる授業に加え、才能ある者への選択教育、優等教育、二重入学、飛び級、陸軍ジュニア予備役将校訓練、包括的職業訓練、例外的教育、タイトルI読み書き、代替教育、幼稚園前教育、ガバナーズスクール参加など、幅広い教育コースを提供している。

## 政治
チャールズシティ郡は、過去13回の大統領選挙で常に民主党候補を支持しており、1972年にジョージ・マクガヴァンが制した郡としては州内唯一となった。過去5回でも民主党候補が常に60%以上の支持を得てきた。
第9代アメリカ合衆国大統領ウィリアム・ハリソンと第10代ジョン・タイラーが郡内で生まれ、故郷と呼んでいた。ハリソンのバークレー・プランテーションとタイラーのグリーンウェイ・プランテーションは古典的アメリカ建築の美しい例であり、観光客に公開されている。